# Michael Jai White
Michael Richard Jai White (n. 10 noiembrie 1967, New York City, New York, SUA) este un actor american, practicant de arte marțiale, regizor și actor de voce. A jucat în filme precum Black Dynamite, Spawn, Cavalerul negru și De cealaltă parte a justiției.

## Filmografie

### Film
| An   | Titlu                                                    | Rol                          | Note                        |
| ---- | -------------------------------------------------------- | ---------------------------- | --------------------------- |
| 1989 | The Toxic Avenger Part II                                | Apocalypse Inc. Executive    |                             |
| 1989 | The Toxic Avenger Part III: The Last Temptation of Toxie | Apocalypse, Inc. Executive   |                             |
| 1991 | Teenage Mutant Ninja Turtles II: The Secret of the Ooze  | Audience Man                 |                             |
| 1991 | True Identity                                            | Alley Guy #1                 |                             |
| 1992 | Universal Soldier                                        | Soldier                      |                             |
| 1993 | Full Contact                                             | Low-Ball                     |                             |
| 1994 | On Deadly Ground                                         | Oil Worker                   |                             |
| 1994 | Lion Strike                                              | Silvio                       |                             |
| 1995 | Ballistic                                                | Quint                        |                             |
| 1995 | Tyson                                                    | Mike "Iron Mike" Tyson       | Film TV                     |
| 1996 | Captive Heart: The James Mink Story                      | Elroy                        | Film TV                     |
| 1996 | Shaughnessy                                              | Carpenter                    | Film TV                     |
| 1996 | 2 Days in the Valley                                     | Buck                         |                             |
| 1997 | City of Industry                                         | Odell Williams               |                             |
| 1997 | Spawn                                                    | CIA Agent Al Simmons / Spawn |                             |
| 1998 | Ringmaster                                               | Demond                       |                             |
| 1998 | Thick as Thieves                                         | Pointy                       |                             |
| 1999 | Breakfast of Champions                                   | Howell                       |                             |
| 1999 | Mutiny                                                   | Ben Cooper                   | Film TV                     |
| 1999 | Universal Soldier: The Return                            | S.E.T.H. Super UniSol        |                             |
| 2000 | The Bus Stop                                             | Unknown                      | Scurt                       |
| 2000 | Freedom Song                                             | Coleman Vaughnes             | Film TV                     |
| 2001 | Exit Wounds                                              | Sergeant Lewis Strutt        |                             |
| 2002 | Trois 2: Pandora's Box                                   | Hampton Hines                |                             |
| 2003 | Justice                                                  | Tre                          |                             |
| 2003 | Hotel                                                    | Unknown                      | Film TV                     |
| 2004 | Silver Hawk                                              | Morris                       |                             |
| 2006 | Undisputed II: Last Man Standing                         | George "The Iceman" Chambers | Video                       |
| 2006 | Getting Played                                           | Actor                        | Film TV                     |
| 2007 | Why Did I Get Married                                    | Marcus                       |                             |
| 2008 | The Dark Knight                                          | Gambol                       |                             |
| 2009 | Black Dynamite                                           | Black Dynamite               |                             |
| 2009 | The Legend of Bruce Lee                                  | Ali                          | Video                       |
| 2009 | Blood and Bone                                           | Isaiah Bone                  |                             |
| 2009 | Three Bullets                                            | The Man                      | Scurt                       |
| 2010 | Why Did I Get Married Too?                               | Marcus                       |                             |
| 2010 | Mortal Kombat: Rebirth                                   | Captain Jackson "Jax" Briggs | Scurtmetraj, video          |
| 2010 | One Angry Juror                                          | Derrick                      | Film TV                     |
| 2011 | Never Back Down 2: The Beatdown                          | Casey "Case" Walker Jr.      | Video                       |
| 2011 | Tactical Force                                           | SWAT Sergeant Tony Hunt      |                             |
| 2012 | We the Party                                             | Officer Davis                |                             |
| 2012 | Freaky Deaky                                             | Donnell Lewis                |                             |
| 2012 | The Philly Kid                                           | Arthur Letts                 |                             |
| 2012 | Somebody's Child                                         | Douglas                      | Film TV                     |
| 2013 | Fedz                                                     | "Big D"                      |                             |
| 2014 | Android Cop                                              | Hammond                      |                             |
| 2014 | Falcon Rising                                            | John "Falcon" Chapman        |                             |
| 2014 | Skin Trade                                               | FBI Agent Reed               |                             |
| 2015 | Chocolate City                                           | Princeton                    |                             |
| 2015 | Chain of Command                                         | James Webster                |                             |
| 2016 | Vigilante Diaries                                        | Barrington                   | [ 3 ] [ 4 ]                 |
| 2016 | The Asian Connection                                     | Greg "Greedy Greg"           |                             |
| 2016 | Never Back Down: No Surrender                            | Casey "Case" Walker Jr.      | Video                       |
| 2016 | The Crooked Man                                          | Milo                         | Film TV                     |
| 2017 | S.W.A.T.: Under Siege                                    | "Scorpion"                   |                             |
| 2017 | Chocolate City: Vegas Strip                              | Princeton                    |                             |
| 2017 | Cops and Robbers                                         | Michael                      |                             |
| 2018 | Accident Man                                             | Mick                         |                             |
| 2018 | Making a Killing                                         | Orlando Hudson               |                             |
| 2018 | Dragged Across Concrete                                  | "Biscuit"                    |                             |
| 2018 | Every Day Is Christmas                                   | Justin                       | Film TV                     |
| 2019 | The Hard Way                                             | Payne                        |                             |
| 2019 | Triple Threat                                            | Devereaux                    |                             |
| 2019 | Undercover Brother 2                                     | Undercover Brother           |                             |
| 2020 | Welcome to Sudden Death                                  | Jesse                        | Video                       |
| 2021 | Batman: Soul of the Dragon                               | Bronze Tiger (voce)          |                             |
| 2021 | Assault on VA-33                                         | Chief Malone                 |                             |
| 2021 | Take Back                                                | Brian                        |                             |
| 2021 | Send It!                                                 | Coach                        |                             |
| 2021 | Rogue Hostage                                            | Sparks                       |                             |
| 2021 | Black Friday!                                            | Archie                       |                             |
| TBA  | The Commando                                             | James Baker                  |                             |
| TBA  | HeadShop                                                 | Reverend Carter              | Direct-pe-video; filmări    |
| TBA  | The Outlaw Johnny Black                                  | Johnny Black                 | Direct-pe-video, și regizor |
| TBA  | Juvenal Llera Gwapo!                                     |                              |                             |
| TBA  | Dead Zone                                                |                              |                             |

### Televiziune
| An                   | Titlu                             | Rol                                                      | Note                                                       |
| -------------------- | --------------------------------- | -------------------------------------------------------- | ---------------------------------------------------------- |
| 1992                 | Saved by the Bell                 | Military Police Man #2                                   | Episodul: "Wrestling with the Future"                      |
| 1993                 | Renegade                          | Luther, Dawn's Boyfriend                                 | Episodul: "Vanished"                                       |
| 1994                 | Martin                            | Valdez                                                   | Episodul: "Arms Are for Hugging"                           |
| 1994                 | Living Single                     | Steve                                                    | Episodul: "Hot Fun in the Wintertime"                      |
| 1995                 | NYPD Blue                         | Officer Reggie Fancy                                     | 2 episoade                                                 |
| 1995                 | JAG                               | Navy Petty Officer Peter Quinn / Lieutenant Martin Payne | Episodul: "Brig Break"                                     |
| 2000                 | Wonderland                        | Dr. Derrick Hatcher                                      | Rol principal                                              |
| 2001                 | Boston Public                     | Darren Schofield                                         | Episodul: "Chapter Eighteen"                               |
| 2001                 | Soul Food                         | Russell Banks                                            | Episodul: "Who Do You Know?"                               |
| 2003                 | CSI: Miami                        | Officer Roy Bailey                                       | Episodul: "Hard Time"                                      |
| 2003                 | Justice League                    | Doomsday (voce)                                          | Episodul: "A Better World, Part 1"                         |
| 2003–2004            | Static Shock                      | Osebo (voce)                                             | 2 episoade                                                 |
| 2004–2005            | Clubhouse                         | Ellis Hayes                                              | Rol secundar                                               |
| 2005                 | Justice League Unlimited          | Doomsday (voce)                                          | Episodul: "The Doomsday Sanction"                          |
| 2006                 | Windfall                          | Michael                                                  | Episodul: "Priceless"                                      |
| 2008                 | Tyler Perry's House of Payne      | Bryan                                                    | Rol secundar: Sez. 3                                       |
| 2010                 | The Boondocks                     | Bushido Brown / Cop (voice)                              | Episodul: "Stinkmeaner 3: The Hateocracy"                  |
| 2011                 | Batman: The Brave and the Bold    | Tattooed Man (voice)                                     | Episodul: "The Scorn of the Star Sapphire!"                |
| 2011–2017            | Tyler Perry's For Better or Worse | Marcus Williams                                          | Rol principal                                              |
| 2011–2015            | Black Dynamite                    | Black Dynamite / Jim Kelly / CIA Member (voce)           | Rol principal                                              |
| 2012                 | Aqua Something You Know Whatever  | Zucotti Manicotti (voice)                                | Episodul: "Zucotti Manicotti"                              |
| 2013–2014, 2018–2019 | Arrow                             | Ben Turner/Bronze Tiger                                  | Invitat (sezonul 2), rol secundar (sezonul 7); 10 episoade |
| 2017                 | Insecure: Due North               | Zeke                                                     | Episodul: "201"                                            |
| 2017                 | Insecure                          | Zeke                                                     | 2 episoade                                                 |
| 2018–2020            | The Family Business               | Vegas Duncan                                             | Rol secundar                                               |
| 1982–1986            | Black-ish                         | Vincent                                                  | Episodul: "Dad Bod-y of Work"                              |

### Cascadorie
| An   | Titlu            | Rol      |
| ---- | ---------------- | -------- |
| 1992 | Prototype        | Cascador |
| 1994 | On Deadly Ground | Cascador |

### Jocuri video
| An   | Titlu                         | Rol de voce                |
| ---- | ----------------------------- | -------------------------- |
| 2006 | Justice League Heroes         | John Stewart/Green Lantern |
| 2007 | The Underground Bounty Hunter | Hatch                      |
| 2022 | Marvel's Midnight Suns        | Eric Brooks/Blade          |

### Seriale web
| An   | Titlu                    | Rol                          | Note                             |
| ---- | ------------------------ | ---------------------------- | -------------------------------- |
| 2011 | Mortal Kombat: Legacy    | Captain Jackson 'Jax' Briggs | 2 episoade                       |
| 2012 | Métal Hurlant Chronicles | Teague                       | Episodul: "King's Crown"         |
| 2014 | Métal Hurlant Chronicles | Balt                         | Episodul: "The Endomorphe"       |
| 2016 | Enter the Dojo           | Rolul său                    | Episodul: "How to Fight a Clown" |

### Videoclipuri
| An   | Videoclip              | Interpret                                             |
| ---- | ---------------------- | ----------------------------------------------------- |
| 2003 | "I Know What You Want" | Busta Rhymes și Mariah Carey feat. The Flipmode Squad |
| 2010 | "Your Love"            | Nicki Minaj                                           |
| 2010 | "Hands Tied"           | Toni Braxton                                          |
| 2012 | "Let's Go"             | Calvin Harris feat. Ne-Yo                             |